# مارغريت مايو
مارغريت مايو (بالإنجليزية: Margaret Mayo)‏ هي كاتبة سيناريو ومخرجة وممثلة أمريكية، ولدت في 19 نوفمبر 1882 في إلينوي في الولايات المتحدة، وتوفيت في 25 فبراير 1951 في أوسينينغ في الولايات المتحدة.

## وصلات خارجية
- مارغريت مايو على موقع IMDb (الإنجليزية)
- مارغريت مايو على موقع قاعدة بيانات برودواي على الإنترنت (الإنجليزية)
- مارغريت مايو على موقع قاعدة بيانات الفيلم (الإنجليزية)